# Er oder ich
Er oder ich ist ein deutscher Abenteuer- und Kriminalfilm von und mit Harry Piel aus dem Jahre 1930.

## Handlung
Egon Prinz von Valona befindet sich auf einer Reise zu seiner Residenz, als er auf einem Passagierdampfer die ebenso bezaubernde wie attraktive Yvette Baradow kennenlernt. Seine Annäherungsversuche stoßen jedoch auf wenig Gegenliebe, und er beißt sich an der jungen Dame die Zähne aus. Kaum in Genua angekommen, verhaftet die italienische Polizei den Hochadeligen, denn er besitzt große Ähnlichkeit mit dem international gesuchten Hochstapler Carlo Moreno. Der Prinz kann jedoch rasch die Verwechslung aufklären und wird daraufhin wieder auf freien Fuß gesetzt. Zwecks Weiterreise begibt er sich zum Hauptbahnhof der Stadt, wo er Yvette wiedertrifft. Die ist plötzlich wie ausgewechselt und lässt sich auf einen Flirt mit Prinz Egon ein, da sie in einer romantischen Anwandlung glaubt, mit einem echten Gauner zu schäkern. Egon, der nun meint, in dieser Rolle bei ihr landen zu können, lässt sie in dem Glauben.
An Bord des Zuges stößt Prinz Egon nun ausgerechnet auf seinen steckbrieflich gesuchten Doppelgänger. Dieser presst ihm die Fahrkarte ab und zwingt den Prinzen, den Zug zu verlassen. Mit dessen Identität ausgestattet, begibt sich „Prinz“ Moreno in die schmucke Residenz des wahren Edelmannes, in der Hoffnung, hier rasch an Geld zu kommen. Doch zu seinem Pech muss er feststellen, dass beim Prinzen von Valona nichts zu holen ist. Auf einem Foto entdeckt er jedoch Eveline Wilken, die Tochter eines reichen Reeders, die eine wertvolle Perlenkette um den Hals trägt. Moreno glaubt nun, dass es dort weitaus mehr zu holen gibt. Aufgrund eines lange zurückliegenden Missverständnisses sind der Prinz und die junge Eveline über Kreuz. Da Vater und Tochter Wilken jedoch nur zu gern bereit sind, sich mit dem echten Prinzen zu versöhnen, nehmen sie das Angebot des weiterhin in der Rolle des Prinzen auftretenden Moreno freudig an, eine gemeinsame Reise auf der Yacht des Reeders zu unternehmen.
Moreno muss jedoch feststellen, dass der echte Prinz seine Spur aufgenommen hat und ihm auf den Fersen ist. Ehe er sich aus dem Staub machen kann, betäubt er Eveline und entwendet ihre Perlenkette. Dann setzt er sich an Land ab. Mit einem Flugzeug verfolgt ihn der echte Prinz Egon. Es kommt zu einer halsbrecherischen Verfolgungsjagd mit Motorrad und Pkw auf der Serpentinenstraße entlang der malerischen Küste. Morenos defektes Motorrad führt dazu, dass der Ganove verunglückt und ins Meer stürzt. Er kann sich jedoch aus den Fluten retten. In einer abgelegenen Hütte kommt es schließlich zum finalen Zweikampf der beiden sich bis aufs Haar gleichenden Männer, den der Prinz für sich entscheidet. Moreno wird der Gerechtigkeit übergeben, und Prinz Egon und Eveline kommen schließlich zusammen.

## Produktionsnotizen
Er oder ich war der erste Tonfilm Harry Piels, der hier, wie schon 1923 in Menschen und Masken und 1927 in Sein größter Bluff, eine Doppelrolle spielt. Die Außenaufnahmen entstanden vom 1. bis zum 20. September 1930 in Genua, Rapallo, Mailand, der dalmatinischen Küste, den Niederlanden und im Süden Frankreichs. Vom 22. September bis zum 20. Oktober 1930 wurden die Atelieraufnahmen angefertigt. Die Uraufführung fand am 24. November 1930 unter Anwesenheit Piels in Wien statt. Drei Tage später war im Berliner Ufa-Theater Kurfürstendamm auch die deutsche Erstaufführung. Nach dem Krieg wurde Er oder ich erstmals am 20. November 1993 auf SAT.1 im Fernsehen ausgestrahlt.
Die Filmbauten stammen von Robert Neppach und Erwin Scharf. Charles Métain sorgte für den Ton, der von Andrew Marton geschnitten wurde. Filmveteran Paul Rehkopf spielte wie Piel zwei Rollen in diesem Film.
Für den französischsprachigen Markt wurde eine entsprechende Fassung unter dem Titel Lui et moi hergestellt.

## Kritiken
In der Neuen Freien Presse ist in der Ausgabe vom 26. November 1930 über seinen ersten Tonfilm folgendes zu lesen: "…dieser Harry Piel, der Held der Flegeljahrephantasie, kommt nun auch sprechend. Mit angenehmem Organ und in einer Art, die sympathisch wirkt. Allerdings, es wäre in diesem Film auch ohne Sprache gegangen, und man hat das Gefühl, als ob er auch als stummer Film erdacht worden wäre. Werden Harry-Piel-Filme übrigens überhaupt erdacht? Es sind immer wieder die gleichen, bewährten Szenen. Sogar die Gegend, die Riviera, war schon einmal da (…) Gewiß, sein Film hat Tempo, sein Film bietet Abwechslung, bietet Handlung und nun sogar auch Ton, der übrigens wiederholt recht undeutlich war. Man kommt also auf seine Kosten. (…) Nur eines hätte man noch gern gesehen: Einmal einen neuen Inhalt eines Harry-Piel-Filmes"
Die Österreichische Film-Zeitung schrieb anlässlich der Welturaufführung in Wien: "Es ist ein Abenteurerfilm großen Stils, ein Werk voll von Spannung und atemraubenden Sensationsleistungen, mit dem Harry Piel dem Publikum eine reiche Entschädigung für die zwischen seinem ersten Tonfilm und seinem letzten stummen Film liegende lange Pause bietet. (…) Der Film wird, abgesehen von der Handlung an sich, durch wundervolle Aufnahmen aus der italienischen Landschaft, aus dem Bahnhofgetriebe usw. in eigenartiger und wirksamer Weise belebt."
Das Lexikon des internationalen Films nannte Piels Tonfilmeinstand kurz einen „Abenteuerfilm mit komödiantischem Anstrich.“